# Hanns Jana
Hanns Jana (Tauberbischofsheim, 1952. július 18. –) olimpiai és világbajnoki ezüstérmes német párbajtőrvívó.